# Erich Welter
Erich Welter (* 30. Juni 1900 in Straßburg; † 10. Juni 1982 in Frankfurt am Main) war ein deutscher Publizist und Wirtschaftswissenschaftler.

## Leben und Werk
Erich Welter studierte von 1918 bis 1922 Rechts- und Staatswissenschaften und promovierte 1925 zum Dr. rer. pol. Die Promotion erfolgte erst so spät auf Grund einer längeren Herzerkrankung. Von 1921 bis 1932 war er Wirtschaftsredakteur der Frankfurter Zeitung, von 1933 bis 1934 Chefredakteur der Vossischen Zeitung in Berlin, die am 31. März 1934 nach 230 Jahren auf Druck der Nationalsozialisten geschlossen wurde. Von 1935 bis 1943 war er wieder Redaktionsmitglied der Frankfurter Zeitung, deren Wirtschaftsteil er bis zur Schließung des Blattes im Jahre 1943 leitete. Da er aus politischen Gründen die stellvertretende Hauptschriftleitung der Zeitung übernahm, war er besonders in Personalfragen auf sein Geschick bei Vermittlungen mit Stellen der Reichsbehörden angewiesen. Dabei kam er in Kontakt mit Rolf Rienhardt, mit dem er auch nach dem Krieg noch in regelmäßigem Austausch stand. Von 1936 bis 1944 war er zudem Hauptschriftleiter der Wirtschaftskurve.
Welter, der Beisitzer beim Pressegerichtshof in Berlin war und der Akademie für Deutsches Recht angehörte, war bei Kriegsende im Planungsamt des Reichsministeriums für Rüstung und Kriegsproduktion eingesetzt. Er wirkte zudem bei der technisch-organisatorischen Umsetzung des Wehrmachts-Propagandafilms Sieg im Westen mit.
1946 gründete er zusammen mit Curt E. Schwab in Stuttgart die Deutsche Zeitung und Wirtschaftszeitung, musste sich aber als Gesellschafter zurückziehen, da die amerikanische Besatzungsbehörde ihn als belastet einstufte. Zu Beginn der 50er Jahre verklagte er Schwab wegen Einbehaltung seiner Anteile an der Zeitung, die ihm nach einer vollkommenen Entlastung zugestanden hatten. Welter gewann den Prozess. Am 1. November 1949 war er neben Hans Baumgarten, Erich Dombrowski, Karl Korn und Paul Sethe einer der Gründer der Frankfurter Allgemeinen Zeitung und zeichnete bis 1980 als deren Herausgeber. Von 1978 bis zu seinem Tod saß er der Gesellschafterversammlung vor. Obwohl es ursprünglich die genannten fünf Gründungsherausgeber waren, wird heute nur Welter im Impressum als selbiger genannt.
Welter wurde, nachdem er sich 1931 in Frankfurt bei Wilhelm Gerloff habilitiert hatte, Privatdozent. 1944 wurde er zum außerplanmäßigen Professor der Universität Frankfurt ernannt. Die Ernennung erfolgte auf Grund der Reichshabilitationsordnung von 1939, in der festgelegt war, dass nach einer gewissen Anzahl an Jahren als Privatdozent eine Ernennung zum Professor erfolgen oder die Person entlassen werden musste. Durch die Ernennung zum Professor hatte Welter keinerlei finanzielle Vorteile oder sonstige Vergünstigungen. Von 1948 bis zu seiner Emeritierung 1962 lehrte er als ordentlicher Professor Volkswirtschaftslehre an der Universität Mainz. Seit 1951 leitete er zudem das von ihm mitgegründete Forschungsinstitut für Wirtschaftspolitik und gab die Veröffentlichungen des Instituts heraus. Er war ferner von 1953 bis 1975 Mitglied des Forschungsbeirats für Fragen der Wiedervereinigung Deutschlands beim Bundesministerium für innerdeutsche Beziehungen. Ebenso arbeitete er von 1949 bis 1971 beim Wissenschaftlichen Beirat beim Bundesministerium für Verkehr.

## Auszeichnungen
- 1975 Großes Bundesverdienstkreuz mit Stern
- 1978 Ludwig-Erhard-Medaille für Verdienste um die soziale Marktwirtschaft
- 1981 Ehrenplakette der Stadt Frankfurt am Main

## Wichtige Werke
- Die Devalvation m. bes. Berücks. der argentin. Währungsreform v. Jahre 1899
- Devisenkommissar, Goldwertablieferung und neue Valutahandelsvorschriften (1923)
- Rekonvaleszenz (1926)
- Wachstum. Die deutsche Wirtschaft im Jahre 1927. Frankfurt: Societas-Druckerei 1928.
- Belastungsprobe (1929)
- Erneuerung des Aktienrechts! Ein Appell an die deutsche Wirtschaft. Berlin: Societas-Druckerei 1929.
- Der Aktienrechtsentwurf (1930)
- Stockung (1930)
- Dreifachkrise (1931)
- Die Ursachen des Kapitalmangels in Deutschland. Tübingen: Mohr 1931.
- Der Krach von 1931. Berlin: Societas-Verl. 1932.
- Ende und Lehren der Krise. Frankfurt: Societas-Verl. 1933.
- Das Jahr der Entscheidung (1938)
- Der Weg der deutschen Industrie. Berlin: Societas-Verl. 1943.
- Falsch und richtig planen. Eine kritische Studie über die deutsche Wirtschaftslenkung im Zweiten Weltkrieg. Heidelberg: Quelle & Meyer 1954.
- Der Staat als Kunde. Öffentliche Aufträge in der Wettbewerbsordnung. Heidelberg: Quelle & Meyer 1960.